# Hugo Piccaneser
Hugo Piccaneser (7. Juli 1833 in Köln – 9. Oktober 1863 in Brünn) war ein deutscher Opernsänger (Tenor).

## Leben
Seine Stimme sorgte bereits im Gesangsverein seiner Vaterstadt für Aufsehen. Bereits 1851 wurde er vom Direktor des Kölner Stadttheaters für kleinere Opernpartien verpflichtet. Danach ging er nach Lübeck (Debüt: „Lionel“ in Martha). Von dort ging er nach Koblenz und weiter an die Deutsche Oper Amsterdam.
1855 setzte er in die USA über, wo er besonders in Philadelphia, New York, Baltimore und St. Louis große Erfolge feiert.
1859 kehrte er nach Europa zurück und ging nach Königsberg, wo er bis 1863 verblieb. In diesem Jahr ging er nach Brünn (Debüt: „Masianello“). Nach Beendigung des Gastspiels erkrankte er an einem katarrhalischen Husten, der in eine tödlich verlaufende typhöse Krankheit ausartete. Er starb kurz nach seinem dreißigsten Geburtstag. Ein Gastspielantrag der Hofoper Wien erreichte ihn nach seinem Tod.